# فيروزي غامق
اللون الفيرزوي الغامق هو مزيج أنيق بين الأزرق العميق والأخضر الهادئ، يُضفي إحساسًا بالصفاء والقوة في آنٍ واحد. يُشتق اسمه من حجر الفيروز الطبيعي (Turquoise) الذي استخدم منذ العصور القديمة في الزينة والحماية الروحية. وعندما يُعمَّق لونه، يكتسب بعدًا أكثر نضجًا وغموضًا، مما يجعله خيارًا مميزًا في التصميمات الداخلية، والموضة، والهوية البصرية للعلامات الراقية.

الفيروزي الغامق (بالإنجليزية: Dark Turquoise)‏ هو أحد تدرجات اللون الأزرق السماوي.